# ロンナー
ロンナー株式会社（Lonner Co.,Ltd.）は、大阪市中央区内平野町に本社を置く紳士服の製造販売をおこなう企業である。

## 会社概要
主力ブランドの「ロンナー」を筆頭に、「ミラ・ショーン」や「リチャード・ジェームス」などの有名ブランドの紳士服を扱う。主に販売は国内の百貨店向けを中心としている。
かつては同「ロンナー」の紳士服は、1960年代から1970年代にかけて、縫製の良さなどで、つとに定評を持っていたことで知られ、その品質の高さでは、同じく大阪で創業した紳士服メーカーの老舗、メルボ紳士服などと並んで、その名を知られたが、現在は同ブランドは縮小傾向にあるため、国内の百貨店でも見られなくなっており、現在では街の個人経営の紳士服店などでは、かつての関係から引き続いて、同ブランドが扱われている、というケースが多くなっている。
2020年5月11日、アパレル事業から撤退することを取引先の小売店に通達。2020年7月に九州ロンナークロージング株式会社島原工場を閉鎖。2020年11月16日、島原ソーイング株式会社が建物および機械設備などの譲渡を受け、従業員も受け入れ開所した。

## 広告
かつて俳優の中村敦夫や、歌手の沢田研二をイメージキャラクターに起用し、男性ファッション誌に広告を掲載したりしていたことがある。